# شتاین-بوکنهایم
شتاین-بوکنهایم (به آلمانی: Stein-Bockenheim) یک شهر در آلمان است که در آلزی-ورمز واقع شده‌است. شتاین-بوکنهایم ۶۸۰ نفر جمعیت دارد.